# 叔孙州仇
叔孙州仇（?—?），姬姓，叔孙氏第8代家主，名州仇，死後諡武，因此又被称为叔孙武叔。他是叔孙不敢的儿子，齐季的哥哥。

## 生平
前505年，他继承家主之位。
前500年，郈邑宰公若藐被侯犯所杀，叔孙州仇和孟懿子讨伐，侯犯失败后，逃往齐国。
魯定公十二年（前498年），孔子為大司寇“摄相事”，進行堕三都。三都就是季孙氏的费邑（今山东费县）、叔孙氏的郈邑（今山东东平）、孟孙氏的成邑（今山东宁阳）。三桓爲了打擊家臣勢力，都表示同意。郈邑被拆毁，费邑宰公山不狃叛亂被平定。孟懿子在郕邑宰公敛处父的勸說下，抵制堕郕邑。季孫斯和叔孫州仇轉而支持孟孫，堕三都失敗。。
叔孫州仇多次出使齐国，对邾国作战。叔孙州仇一向与孔子不和，说子贡贤于仲尼，子服景伯告诉子贡。子贡说自己之墙（德行）“也及肩，窥见室家之好”；孔夫子之墙“数仞，不得其门而入，不见宗庙之类，百官之富。得其门者或寡矣。” 叔孙州仇诋毁孔子，子贡说“仲尼不可毁也……仲尼，日月也，无得而逾焉。人虽欲自绝，其何伤于日月乎？多见其不知量也。”